# Kota Bharu
Kota Bharu, col·loquialment referit com KB és una ciutat de Malàisia que és la capital estatal de Kelantan. Està situada al nord-est de la Malàisia peninsular, a prop de la boca del riu Kelantan.
Kota Bharu té una superfície de 115 km² i una població de 568.900 habitants (2022). La seva densitat de població és de 4.900 habitants/km².
La ciutat és la seu de nombrosos edificis religiosos, diversos museus l'arquitectura tradicional dels antics palaus reials (encara ocupats pel sultà de Kelantan).

## Etimologia
Kota Bharu significa "ciutat nova" o "castell nou" en malai. En algunes ocasions el nom de la ciutat s'escriu com Kota Baharu.

## Geografia
Kota Bharu està situada a prop de la frontera amb Tailàndia, a 13 km de la Mar de la Xina Meridional, a la costa oriental de la península de Malaca. Des de la ciutat no es pot accedir al mar degut als bancs de sorra i és servida pel port de Tumpat. Kota Bharu està a 134 km de Kuala Terengganu, a 215 d'Ipoh, a 225 de George Town i a 338 km de Kuala Lumpur, capital de Malàisia. La ciutat tailandesa de Yala està a 115 km i a 221 km de Hat Yai.

### Clima
Kota Bharu té un clima tropical monsònic similar al clima equatorial (clima tropical humit o clima de les selves tropicals). No té una verdadera estació seca, tot i que els mesos més plujosos són els que van entre l'agost i el gener. Les temperatures més baixes de la ciutat s'experimenten entre el desembre i el febrer. La mitjana de precipitacions anuals de Kota Bhari és de 2.600 mm.
La temperatura de la ciutat varia entre els 74 °F i els 90 °F.

## Demografia
La gran majoria de la població de Kota Bharu és malaia-kelantanesa, un subgrup dels malais de l'estat de Kelantan i del nord de Terengganu que són propers als tais-malais. A Kota Bharu es parla la llengua malai kelantan-pattani, que forma part de les llengües malàiques a les que pertany el malai. També hi ha una població xinesa significativa.

### Religió
El 93% de la població de Kota Bharu són musulmans i hi ha minories de budistes, hindús i cristians. La majoria de la comunitat xinesa de la localitat és budista.

## Història
Kota Bharu es funda a finals del segle XIX. El 1844, el sultà Muhammad II de Kelantan estableix la capital del seu sultanat a Kota Bharu quan hi construeix Palau Reial de Kelantan. Abans d'això, Kota Bharu era conegut com Kuala Kelantan. Abans que Kota Bharu esdevingués la capital de Kelantan, la capital del sultanat estava dividida entre Kota Kubang Labu i Kota Pengkalan Datu. Durant el segle XII, Kelantan és un pròsper estat que té una població d'entre 30.000 i 50.000 habitants, inclòs un miler de xinesos. Kota Bharu actua coma port comercial degut a la seva localització estratègica al riu Kelantan.
El 10 de desembre de 1941 fou una de les primeres ciutats malàisies ocupades pels japonesos durant la Segona Guerra Mundial. A Pantai Sabak, a 10 km de Kota Bharu hi ha la Batalla de Kota Bharu, la primera batalla de la Campanya de Malàisia de la Segona Guerra Mundial. L'exèrcit japonès captura la ciutat i fa que els britànics fugin a la jungla per intentar evitar que els japonesos capturin Singapur.
El 25 de juliol de 1991 Kota Bharu és declarada "ciutat cultural" pel sultà Ismail Petra de Kelantan en base a la història de la ciutat i a la seva riquesa cultural i artística. Kota Bharu és declarada com "ciutat islàmica" pel Govern de l'estat de Kelantan l'1 d'octubre del 2005.

## Política i govern
El Consell Municipal de Kota Bharu (oficialment, el Consell Municipal de la Ciutat Islàmica de Kota Bharu) és l'autoritat local de Kota Bharu. Entre l'any 1936 i el 1971 es deia Consell de la Ciutat de Kota Bharu i entre el 1971 i el 1978 es deia Kota Bharu Town Board.

## Transports
La ciutat està connectada per l'aeroport Sultan Ismail Petra i el port de Tumpat. L'L'estació de ferrocarril més propera és la Pasir Mas, al sud-oest de la ciutat. A Kota Bharu hi passa la carretera nacional 8, que l'enllaça amb Kuala Lumpur. La carretera 3 la connecta amb Pasir Mas i la frontera amb Tailàndia, i amb Kuala Terengganu. La carretera 4 la uneix amb Penang.

## Cultura
La cultura Kelantesa és pròpia i diferent de la dels altres estats de Malàisia i està influenciada per la cultura tailandesa degut a la seva proximitat.
El Nasi berlauk, el nasi dagang, el nasi lemak i el nasi kerabu són alguns plats típics kelantesos.

### Museus
a Kota Bharu hi ha els següents museus:
- Musium Negeri Kelantan. Museu Estatal de Kelantan.
- Muzuim Kraftangan. Museu d'artesania.
- Muzuim Peperangan Duna Ke II. Museu memorial de la Segona Guerra Mundial i de la invasió japonesa.
- Muzuim Diraja. Museu reial. Fotografies dels sultans.
- Muzuim Islam. Museu de l'Islam.
- Muzuim Adat Istiadad Diraja Kelantan. Museu del Regne de Kelantan. Folklore kelantanès.

### Patrimoni arquitectònic
A la ciutat hi ha els temples budistes: Wat Pothivihan (temple budista), el Wat Mai Suwan Khiri, el Wat Chonprachumthal, el What Machimarran Varran i el Wat Serova Buddist Temples.

## Educació
El 1954 s'estableix a Kota Bharu el Malaysian Teacher's (actual institut d'educació de professors de Malàisia de Kota Bharu).
A Kota Bharu hi ha diverses institucions educatives superiors: l'Open University Malaysia, la Universiti Tun Abdul Razak, el MSU College i la Wadi Sofia International School.

## Economia
A finals del segle XX la ciutat de Kota Bharu s'ha industrialitzat i la ciutat disposa d'un important polígon industrial a Pengkalan Chepa.

## Turisme
Kota Bharu és el punt de partida per visitar l'arxipèlag tropical de Perhentian i té atractius culturals com mercats, museus i mesquites. Cal destacar l'antic Palau Reial i els edificis reials del centre de la ciutat. També hi ha el temple budista Wat Pothvihan, que té un gran Buda dorment.
Als voltants s'hi poden fer activitats com creuers pel riu, explorar les coves de Gua Ikan, visitar la cascada Stongl, fer ràfting i banyar-se i bucejar a les platges. Els bucejadors poden visitar el peci naufragat japonès IJN Awazisan Maru.

## Personalitats notables
Acadèmics
- Omar Abdul Rahman[14]
- Nik Safiah Karim

Esportistes
- Badhri Radzi, futbolista. Jugador actual del Kelantan FA
- Hafiz Hashim, antic jugador de bàdminton.
- Khairul Fahmi Che Mat, futbolista internacional
- Luqman Hakim Shamsudin, futbolista. Actualment juga al  KV Kortrijk
- Mohd Hashim Mustapha, antic futbolista
- Roslin Hashim, antic jugador internacional de bàdminton.
- Sidique Ali Merican, antic atleta.

Actors i artistes
- Aedy Ashraf
- Bienda
- Izzue Islam
- Issey Fazlisham
- Misha Omar
- Julia Rais
- Nelydia Senrose
- Neelofa
- Saharul Ridzuan

Polítics

- Khalid Samad
- Mohamed Nasir
- Ng Yen Yen
- Nga Kor Ming
- Nik Ahmad Kamil
- Nik Aziz Nik Mat
- Tan Seng Giaw
- Tengku Razaleigh Hamzah
- Zaid Ibrahim
- Tengku Maimun Tuan Mat

## Ciutats agermanades
Kota Bharu està agermanada amb les ciutats:
- Kasaoka, Japó
- Linxia Hui, República Popular de la Xina